# Svenska fall
Svenska fall är ett svenskt kriminalprogram som började sändas i TV3 den 30 augusti 2018. Serien består av omskakande dokumentärer om morden som fick Sverige att stanna. I avsnitten får man en fördjupning och förklaring till några av de mest avskyvärda brotten i Sveriges samtid.

## Avsnitt

### Säsong 1 – 2018
| Nr | Sändningsdatum    | Kriminalfall           |
| -- | ----------------- | ---------------------- |
| 1  | 30 augusti 2018   | Döden i Arboga – del 1 |
| 2  | 6 september 2018  | Döden i Arboga – del 2 |
| 3  | 13 september 2018 | Flickan som försvann   |
| 4  | 20 september 2018 | Blodet ingen såg       |
| 5  | 27 september 2018 | Miljonärsmordet        |

### Säsong 2 – Våren 2019
| Nr | Sändningsdatum   | Kriminalfall                                             |
| -- | ---------------- | -------------------------------------------------------- |
| 1  | 31 januari 2019  | Arbogamorden 2008 del 1                                  |
| 2  | 7 februari 2019  | Arbogamorden 2008 del 2                                  |
| 3  | 14 februari 2019 | Rastplats 58: Carolin-fallet 2008                        |
| 4  | 21 februari 2019 | Styckmörderskan Maria Kisch (1998)                       |
| 5  | 28 februari 2019 | Affärsmannen Zoran Radovanovic mördade fyra pensionärer  |
| 6  | 7 mars 2019      | Mordet på oljemiljonären Thomas Gröndahl i Fagersta 2009 |
| 7  | 14 mars 2019     | Esa Rano                                                 |

### Säsong 3 – Hösten 2019
| Nr | Sändningsdatum    | Kriminalfall                                 |
| -- | ----------------- | -------------------------------------------- |
| 1  | 5 september 2019  | Mordet på Marie i Äppelbo 2003               |
| 2  | 12 september 2019 | ”Den ofrivillige mördaren?” - Del 1          |
| 3  | 19 september 2019 | ”Den ofrivillige mördaren?” - Del 2          |
| 4  | 26 september 2019 | Mordet på myntsamlaren Hans Johansson 2016   |
| 5  | 3 oktober 2019    | Mordet på Ida Fässberg i Trollhättan 2013    |
| 6  | 10 oktober 2019   | ”Kannibalen från Gävle”, mordet på Anna 2005 |
| 7  | 17 oktober 2019   | Pyromanen på Öland 2006                      |

### Säsong 4 – Våren 2020
| Nr | Sändningsdatum | Kriminalfall                                                                                         |
| -- | -------------- | --- |
| 1  | 19 mars 2020   | Therese Palmkvist mördades av sin sambo Björn Olsen 2017                                             |
| 2  | 26 mars 2020   | Barbara Jarl Sandelius dömdes för giftmord på Ove Dolk 2018                                          |
| 3  | 2 april 2020   | Mordet på Susann Sallinen 2010 Exsambon Emad Abora gav Hokan Goran i order att mörda fyrabarnsmamman |
| 4  | 16 april 2020  | Mordet på Anna Lindh 2003, del 1                                                                     |
| 5  | 23 april 2020  | Mordet på Anna Lindh 2003, del 2                                                                     |

### Säsong 5 – Hösten 2020
| Nr | Sändningsdatum    | Kriminalfall                             |
| -- | ----------------- | ---------------------------------------- |
| 1  | 3 september 2020  | "Högsbomannen" Michael Engberg           |
| 2  | 10 september 2020 | Mordbrännaren i Rotebro Mert Sari        |
| 3  | 17 september 2020 | Mannen i badkaret                        |
| 4  | 24 september 2020 | Hedersmordet i Högsby                    |
| 5  | 1 oktober 2020    | Kuppen mot Nationalmuseum 2000           |
| 6  | 8 oktober 2020    | Mordet på 18-åriga Jennifer i Nacka 2001 |
| 7  | 15 oktober 2020   | Mordet på 25-åriga Anna i Karlstad 2017  |

### Säsong 6 – Våren 2021
| Nr | Sändningsdatum   | Kriminalfall |
| -- | ---------------- | --- |
| 1  | 4 februari 2021  | Mordet på Wilma |
| 2  | 11 februari 2021 | Dubbelmordet i Linköping del 1 |
| 3  | 18 februari 2021 | Dubbelmordet i Linköping del 2 |
| 4  | 25 februari 2021 | Mordet på 33-årige Stefan Carlsson i närheten av Sundsvall år 2010. Jimmie Martinusen och Henrik Sundberg dömdes till långa fängelsestraff.                                          |
| 5  | 4 mars 2021      | Dubbelmordet i Mantorp år 2017 |
| 6  | 11 mars 2021     | Mordet på Fatima Berggren år 2017. Kent Larsson dömdes till 16 års fängelse. |
| 7  | 18 mars 2021     | Terrordådet i Stockholm 2017: Den uzbekiske muslimen och terroristen Rakhmat Akilov körde ihjäl fem personer och skadade 50 personer på Drottninggatan i Stockholm den 7 april 2017. |

### Säsong 7 – Hösten 2021
| Nr | Sändningsdatum    | Kriminalfall                                 |
| -- | ----------------- | -------------------------------------------- |
| 1  | 9 september 2021  | Spår i blod – Mordet på Erik Fasth           |
| 2  | 16 september 2021 | Tortyrmorden i Vallentuna                    |
| 3  | 23 september 2021 | Öga för öga – Mordet på Ndella Jack          |
| 4  | 30 september 2021 | En kvinnas hämnd – Mordet på Harout Lappaian |
| 5  | 7 oktober 2021    | Psykologmordet – Mordet på Helena Bering     |
| 6  | 14 oktober 2021   | Kontrakten – Mordet på Filip Viking          |

### Säsong 8 – Våren 2022
| Nr | Sändningsdatum | Kriminalfall         |
| -- | -------------- | -------------------- |
| 1  | 10 mars 2022   | Perrongmordet        |
| 2  | 11 mars 2022   | Uppslukad av Vramsån |
| 3  | 11 mars 2022   | Levande bränd        |
| 4  | 11 mars 2022   | Döden i grusgropen   |
| 5  | 11 mars 2022   | Döden flyttar in     |
| 6  | 11 mars 2022   | Styckmordet i Boden  |
| 7  | 11 mars 2022   | Skräcken i Långared  |
| 8  | 11 mars 2022   | Attack i natten      |

### Säsong 9  – Hösten 2022
| Nr | Sändningsdatum   | Kriminalfall         |
| -- | ---------------- | -------------------- |
| 1  | 8 september 2022 | Den brinnande mannen |
| 2  | 8 september 2022 | Dubbelgångaren       |
| 3  | 8 september 2022 | Döden i parken       |
| 4  | 8 september 2022 | Brinnande kärlek     |
| 5  | 8 september 2022 | Kommando Mord        |
| 6  | 8 september 2022 | Ondskan i Aspa       |
| 7  | 8 september 2022 | Köttyxmordet         |
| 8  | 8 september 2022 | Hämnarna             |

### Säsong 10 – Våren 2023
| Nr | Sändningsdatum   | Kriminalfall            |
| -- | ---------------- | ----------------------- |
| 1  | 9 februari 2023  | Huvudet i kanalen       |
| 2  | 9 februari 2023  | Den ångerfulle mördaren |
| 3  | 16 februari 2023 | Döden på skjutbanan     |
| 4  | 23 februari 2023 | Giftkvinnan             |
| 5  | 2 mars 2023      | Döden på återvinningen  |
| 6  | 9 mars 2023      | Den troende mördaren    |
| 7  | 16 mars 2023     | Arlandarånet            |
| 8  | 23 mars 2023     | Tjallaren               |

### Säsong 11 – Våren 2024
| Nr | Sändningsdatum   | Kriminalfall              |
| -- | ---------------- | ------------------------- |
| 1  | 15 februari 2024 | Förföljd i natten         |
| 2  | 20 februari 2024 | Osynlig gärningsman       |
| 3  | 29 februari 2024 | En mördares röst          |
| 4  | 7 mars 2024      | Kvinnan i gruvhålet       |
| 5  | 14 mars 2024     | Utan samvete              |
| 6  | 21 mars 2024     | Försvunnen kropp          |
| 7  | 28 mars 2024     | Trippelmordet i Uddevalla |
| 8  | 4 april 2024     | Spårlöst försvunnen       |

### Säsong 12 – Hösten 2024
| Nr | Sändningsdatum    | Kriminalfall       |
| -- | ----------------- | ------------------ |
| 1  | 29 augusti 2024   | Ett skrik i natten |
| 2  | 5 september 2024  | Under ytan         |
| 3  | 12 september 2024 | Hemlig operation   |
| 4  | 19 september 2024 | Blodsband          |
| 5  | 26 september 2024 | Punkmordet         |
| 6  | 3 oktober 2024    | Mannen på åkern    |
| 7  | 10 oktober 2024   | Pyromanen          |
| 8  | 17 oktober 2024   | Dejtingligan       |

### Säsong 13 – Våren 2025
| Nr | Sändningsdatum | Kriminalfall      |
| -- | -------------- | ----------------- |
| 1  | 6 mars 2025    | Mordet på Adriana |
| 2  | 13 mars 2025   | Falskt erkännande |
| 3  | 20 mars 2025   | Villospår         |
| 4  | 27 mars 2025   | Spår i vatten     |
| 5  | 4 april 2025   | Rivalen           |
| 6  | 10 april 2025  | Mannen på mossen  |
| 7  | 17 april 2025  | Den sista resan   |
| 8  | 24 april 2025  | Spridda spår      |
| 9  | 1 maj 2025     | Resenär okänd     |
| 10 | 8 maj 2025     | Mörkt vatten      |